# Ophiomyia monticola
Ophiomyia monticola är en tvåvingeart som beskrevs av Sehgal 1968. Ophiomyia monticola ingår i släktet Ophiomyia och familjen minerarflugor. Inga underarter finns listade i Catalogue of Life.